# Rudolf Lahs
Rudolf Lahs (* 3. Januar 1880 in Marburg; † 16. November 1954 in Neu-Egling) war ein deutscher Konteradmiral der Reichsmarine sowie Präsident des Reichsverbandes der Deutschen Luftfahrt-Industrie.

## Leben
Lahs trat am 10. April 1899 als Seekadett in die Kaiserliche Marine ein. Seine seemännische Grundausbildung erfuhr er auf der Marineschule Mürwik und an Bord des Schulschiffes Gneisenau. Nach Abschluss wurde er Anfang Oktober 1901 auf das Linienschiff Württemberg versetzt und Ende September 1902 zum Leutnant zur See befördert. Es folgte ab Oktober 1903 eine einjährige Verwendung auf dem Küstenpanzerschiff Odin. Im Anschluss war Lahs zum Stab der II. Werftdivision kommandiert und wirkte zeitweise als Gerichtsoffizier. Zum 21. März 1905 wurde er Oberleutnant zur See und ab Oktober 1905 für ein Jahr als Wachoffizier auf dem Panzerschiff Weißenburg verwendet. Im Anschluss war Lahs bis Ende September 1908 Kompanie- und zeitweise Gerichtsoffizier bei der II. Torpedo-Division sowie Wachoffizier auf dem Torpedoboot S 103. Während seiner folgenden Dienstzeit auf dem Linienschiff Zähringen wurde er Ende März 1909 in der Funktion als Torpedooffizier zum Kapitänleutnant befördert. Dann war er Kompanieoffizier bzw. -führer der II. Torpedo-Division und zeitweilig auch Erster Offizier des Stammschiffes der XII. Reserve-Division und kommandiert zur Abnahme von Torpedobooten in der Werft. Außerdem wurde er zugleich mehrfach als Kommandant des Torpedobootes V 180 und von September 1913 bis März 1914 des Torpedobootes V 156 verwendet. Während des Ersten Weltkrieges war Lahs Chef der 12. Torpedoboots-Halbflottille, stieg Ende April 1917 zum Korvettenkapitän auf und übernahm im März 1918 die VIII. Torpedobootsflottille. Für sein Wirken wurden ihm beide Klassen des Eisernen Kreuzes sowie das Ritterkreuz des Königlichen Hausordens von Hohenzollern mit Schwertern verliehen.

### Weimarer Republik
Über das Kriegsende hinaus verblieb Lahs bis zum 19. Februar 1919 in seiner Stellung als Chef der VIII. Torpedobootsflottille. Mit der Übernahme in die Vorläufige Reichsmarine wurde er im Anschluss Chef der Eisernen Flottille, die sich aus seiner alten Flottille formierte. Von Mitte Dezember 1920 bis Mitte April 1923 war Lohs Marineverbindungsoffizier zum Wehrkreiskommando VI in Münster. Daran schloss sich eine Verwendung als Kommandeur der II. Abteilung der Schiffstammdivision der Ostsee mit Sitz in Stralsund an. In dieser Eigenschaft avancierte er am 1. Oktober 1923 zum Fregattenkapitän. Ab dem 8. Juni 1925 unternahm Lahs auf dem Dampfer Adolph Woermann eine Rundreise um Afrika und war anschließend bis Ende November 1927 zur Dienstleistung zur Marineleitung als Referent in der Flotten- und Seetransportabteilung kommandiert. Dort war Lahs Leiter des Bereiches A III, zuständig für das Thema Luftfahrt. Noch im gleichen Jahr erhielt sein Ressort die Bezeichnung BS X, wobei das „X“ aus Geheimhaltungsgründen verwendet wurde, da es Deutschland nach dem Versailler Vertrag untersagt war, eine militärische Luftflotte zu unterhalten. Leiter der Seetransportabteilung war Kapitän zur See Walter Lohmann (1878–1930). Der Arbeitsgegenstand des Bereiches BS X betraf vor allem, Schritte zum Wiederaufbau der militärischen Fliegerei zu unternehmen. Als Erfahrungen lagen bereits erste Entwicklungen im Bereich der Seefliegerei vor, die aber unter strengster Geheimhaltung und zum Teil durch Abdeckung als privates Unternehmen mit Pilotenausbildungen für die zivile Luftfahrt organisiert waren.
Lahs baute in seinem Arbeitsbereich die Fluggesellschaft „Serva“ auf, die sowohl über Fluggerät, Flugplätze und das notwendige Personal verfügen aber auch die Ausbildung zukünftiger Piloten und weiteren technischen Personals realisieren sollte. Bereits gekauft war dafür die kurz vor der Schließung stehenden Caspar-Werke Travemünde, verantwortlich für Produktionen im Flugzeugbau. Damit verfügte der Arbeitsbereich über einen, von der Heeresführung unabhängigen Flugplatz. In diesem Werk wurde dann mit dem Bau eines ersten eigenen Flugmodells begonnen. Die Zuordnung der BS X zur Seetransportabteilung blieb bestehen, obwohl die Arbeitsgegenstände völlig verschieden waren. Aber sie bildete die Klammer dafür, dass die Finanzierung dieser heiklen Aufgabenstellung aus den Geheimfonds, über die Lohmann verfügte, abgedeckt werden konnte. Zum 1. April 1926 wurde Lahs zum Kapitän zur See befördert. Innerhalb der Seetransportabteilung nahm er inzwischen mehr und mehr die Rolle der „rechten Hand“, des Vertrauten von Walter Lohmann ein. In gemeinsamer Absprache mit der Firma Zeppelin in Ludwigshafen errichteten sie in der Schweiz eine Projektwerkstatt für Wasserflugzeuge. Und sie stellten einen eigenen Referenten mit Erfahrungen im Bereich des Baus von Seeflugzeugen, Korvettenkapitän Berthold, ein.
Im August 1927 gerieten die geheimen Projekte zur Luftflottenentwicklung von Lahs in Gefahr, weil durch mehrere Artikel eines Journalisten im Berliner Tageblatt erste Enthüllungen über Schwarze Kassen, Geheimrüstungen und Unregelmäßigkeiten der beiden Marineoffiziere Lohmann und Canaris (1887–1945) an die Öffentlichkeit kamen. Nach einem ersten schnellen Dementi, das Canaris veröffentlichen ließ, wurde sehr schnell klar, dass ein Bekanntwerden der im Referat BS X schon vollzogenen geheimen Projektentwicklungen nur durch zwei Schritte zu verhindern ist. Der erste Schritt bestand darin Lohmann schnellstmöglich „fallen zu lassen“ und der zweite Schritt, dem drohenden Untersuchungsausschuss nur die Sachverhalte zu bestätigen, die durch die Veröffentlichungen im August 1927 bereits bekannt waren. Denn das betraf nicht die unter Federführung von Lahs angebahnten, streng vertraulichen Themen. Lohmann wurde am 23. November 1927 seines Postens als Abteilungsleiter enthoben und durch seinen Stellvertreter Rudolf Lahs ersetzt. Im April des Folgejahres wurde die Seetransportabteilung der Nautischen Abteilung angeschlossen. Lahs wechselte am 22. November 1927 unter Mitnahme der Entwicklungsprojekte als Kapitän zur See offiziell in die Marineleitung und wurde Chef der Seetransportabteilung. Am 1. April 1928 erfolgte seine Ernennung zum Chef der Luftschutzgruppe im Referat II/1 des Reichswehrministerium, das sich nun mit der geheimen Luftrüstung befasste.
Unter Verleihung des Charakters als Konteradmiral nahm Lahs am 31. März 1929 seinen Abschied, um anschließend bis 1945 den Reichsverband der Deutschen Luftfahrt-Industrie zu leiten. Vorher hatte er schon die Firma „Serva“ aus der Öffentlichkeit verschwinden lassen. Zum 26. April 1929 war sie von der Lufthansa übernommen worden und damit nicht mehr an eine militärische Struktur angebunden. Lahs war zugleich Vizepräsident der Deutschen Versuchsanstalt für Luftfahrt (DVL) und gehörte nun bis 1933 zu den Mitorganisatoren der deutsch-sowjetischen Zusammenarbeit zwischen der Roten Armee und der Reichswehr mit dem speziellen Gegenstand gemeinsamer Entwicklung von Flugzeugen, ihres Baus und der Erprobung sowie der Pilotenausbildung in Lipezk.
Lahs setzte seit Ende 1932 auf die Nationalsozialisten, um laut Lutz Budraß die „Industrie vor Siechtum zu bewahren“.
Rudolf Lahs verstarb am 16. November 1954 in Neu-Egling.